# Barnten
Barnten (niederdeutsch Barinthune, Barenthune, Barenten, Berneten, Bernethen, Berntten, Barndten oder Bornden) ist ein Dorf in der Gemeinde Nordstemmen im niedersächsischen Landkreis Hildesheim.

## Geschichte
Das Dorf Barinthune wird 1149 erstmals namentlich erwähnt. Seit 1181 heißt das Dorf bereits Barenten. Der heutige Name Barnten wird schon um 1331 und 1380 erwähnt und geht wahrscheinlich auf den Abt Heinrich von Barnten zurück. Mitte des 18. Jahrhunderts heißt es, „Barndten“ sei ein im „Amte Ruthe“ gelegenes Dorf „im Stift Hildesheim“ und ein „Filial von Sarstedt“.
Zur Gebietsreform in Niedersachsen wurde die zuvor selbständige Gemeinde Barnten am 1. März 1974 in die Gemeinde Nordstemmen eingegliedert.

## Religion

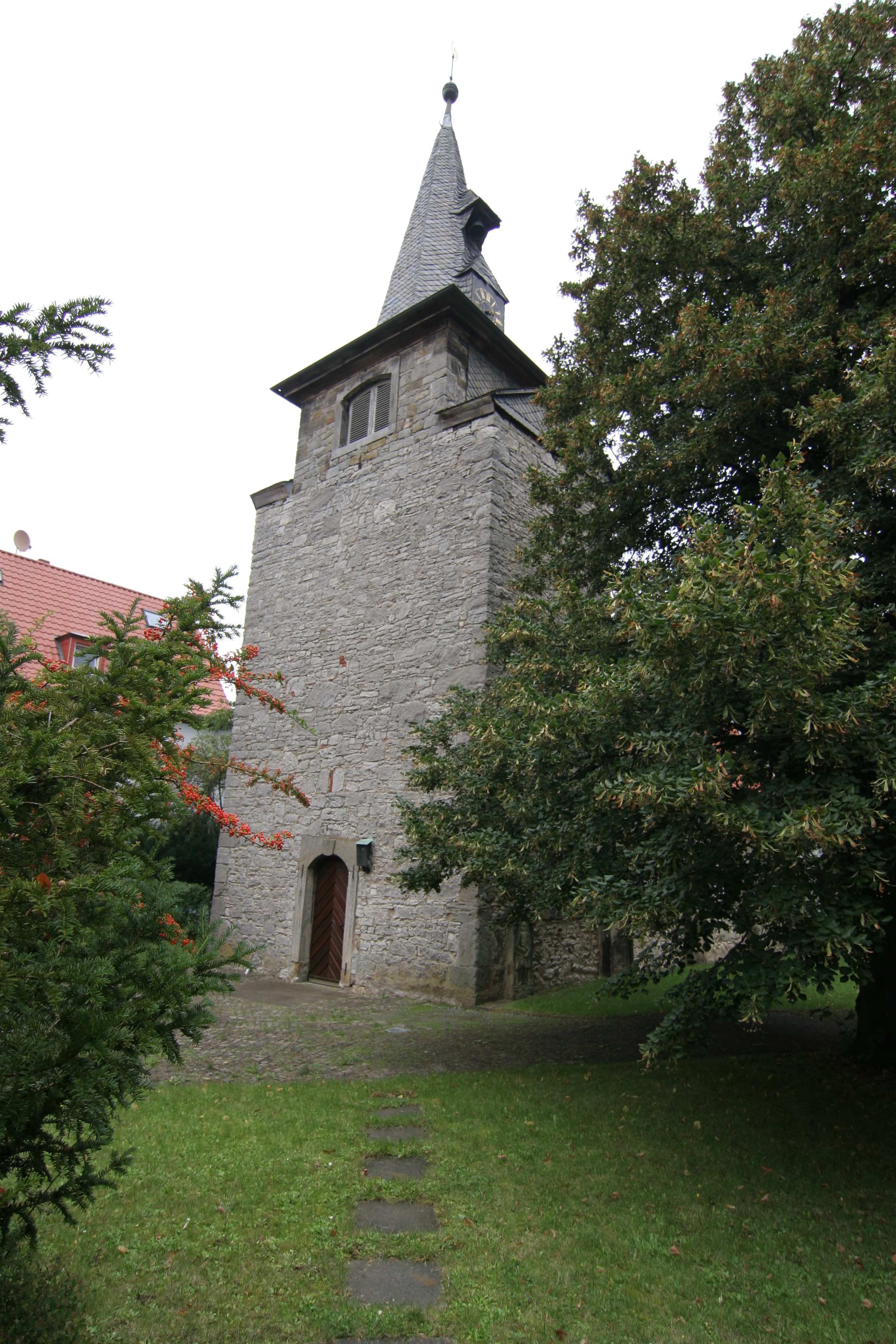
Kirchturm

Die erste Erwähnung der Kirche in der Ortsmitte stammt aus dem 12. Jahrhundert. Seit 1542 ist die Gemeinde evangelisch-lutherisch. Die Kirche trägt seit 1999 den Namen „Katharinen“. Dieser wurde von der Gemeinde nach Luthers Ehefrau Katharina von Bora gewählt, die im Jahre 1999 ihren 500. Geburtstag hatte.
Bis 1953 gehörte Barnten als Kapellengemeinde zur Sarstedter Kirchengemeinde St. Nicolai. Zum 1. Juli 1953 wurde sie aus diesem Verhältnis herausgelöst und mit der bisherigen Kapellengemeinde Giften zur Kirchengemeinde Barnten-Giften mit Amtssitz in Barnten vereinigt.
1999 wurden Barnten und Giften getrennt. Barnten ist seither mit der St.-Peter-und-Paul-Kirchengemeinde in Rössing pfarramtlich verbunden.
Die Katharinengemeinde Barnten (ca. 700 Gemeindeglieder) unterhält im Dorf den evangelischen Kindergarten und den Friedhof.

## Politik

### Ortsrat
Der Ortsrat von Barnten setzt sich aus 2 Ratsfrauen und 5 Ratsherren zusammen. Im Ortsrat befindet sich zusätzlich ein beratendes Mitglied.
- SPD: 5 Sitze
- CDU: 2 Sitze

(Stand: Kommunalwahl 11. September 2016)

### Ortsbürgermeister
Der Ortsbürgermeister von Barnten ist Daniel Bartsch-Romanovski (SPD)

### Chronologie der Bürgermeister und Ortsbürgermeister
| Bürgermeister: - 1761: Kreipe - 1793: Rößing - 1807: Röttger - 1813: Conrad Kücke - 1824: Röttger - 1828: Fricke - 1854: Lampe - 1858: August Kücke - 1882: Ernst Bruns - 1894: August Thiemann - 1912: Heinrich Baxmann - 1930: Hermann Bruns - 1945: Willi Moses - 1946: Wilhelm Böllersen (SPD) - 1948: Alfred Paulmann - 1950: Albert Lehmann - 1961: Ernst Lampe | Ortsbürgermeister: - 1974: Horst Böllersen und Erwin Mallohn - 1975: Herbert Lehmann - 1991: Manfred Hänsch - 2021: Daniel Bartsch-Romanovski |

### Wappen
Der heraldische Maler Carl Wenzel aus Hannover, hat mit dem damaligen Bürgermeister Bruns aus Barnten das Wappen 1931 entworfen und empfohlen. Wenzel erschuf etliche Wappen im Landkreis Hannover, wie zum Beispiel für die Orte Burgdorf, Ahlten und Bilm.
| Wappen von Barnten | Blasonierung: „Im roten Schild drei goldene Weizenähren, belegt von einem goldenen Balken, der von drei roten Mühlenrädern bedeckt wird.“ |
| Wappen von Barnten | Wappenbegründung: Das Wappen weist auf den Torbogen des heute noch gut erhaltenen Rössinger Hofes in Barnten hin. Caspar Borcholt hat im Torbogen am Eingang seines Landgutes in Barnten im Jahr 1592 eine Wappentafel hinterlassen. Aus diesem Wappenbild wurde das deutlichste Wappen genommen. Dazu kamen drei Ähren und die Stiftsfarben von Hildesheim. |

## Kultur und Sehenswürdigkeiten
Barnten hat ein aktives Dorfleben mit zahlreichen Vereinen. Im Dorf gibt es den Sportverein „MTV Germania Barnten“ mit 500 Mitgliedern, die Freiwillige Feuerwehr, den Schützenverein, den Gesangsverein Orpheus, einen Kleingartenverein, einen Ortsverein der Arbeiterwohlfahrt, einen Ortsverein des DRK und einen Bergmannsverein.
Die Freiwillige Feuerwehr Barnten besteht seit 1930, aber schon seit 1852 hatte Barnten eine Feuerspritze. Am 29. April 1930 wurde das neue Spritzenhaus geplant, die Eröffnung war am 5. Oktober 1930. 1937 wurde ein gebrauchter Pkw in Handarbeit zum ersten Barntener Feuerwehrfahrzeug umgebaut. 1954 wurde ein Opel Blitz als zweites Feuerwehrfahrzeug angeschafft. 1979 wurde, drei Jahre nach dem großen Heidebrand, mit einem LF 8 ein neues Fahrzeug in Dienst gestellt. Seit 1986 gibt es eine Jugendfeuerwehr. Im August 2010 bekam die Freiwillige Feuerwehr Barnten ein neues Löschgruppenfahrzeug LF 8.
In Barnten gibt es eine Grundschule. Sie setzt ihren Schwerpunkt auf das Thema Umwelt, wofür sie schon mehrmals ausgezeichnet wurde. Der Höhepunkt der Umweltaktivitäten waren die Maisfeldlabyrinthe im Jahr 2000, 2001 und 2004. Außerdem veranstaltete die Grundschule im Jahr 2007 zum zweiten Mal einen Irischen Abend mit einer irischen Band und seit 2013 findet jährlich das „Krökeln für Kids“ Kickerturnier statt. Finanziell unterstützt wird die Schule dabei von einem eigenen Förderverein, der u. a. eine Erneuerung des Schulhofes durchführen ließ.
2015 wurde erstmals die Barntener Lichternacht gefeiert.
2023 eröffnete die Sternwarte Barnten.

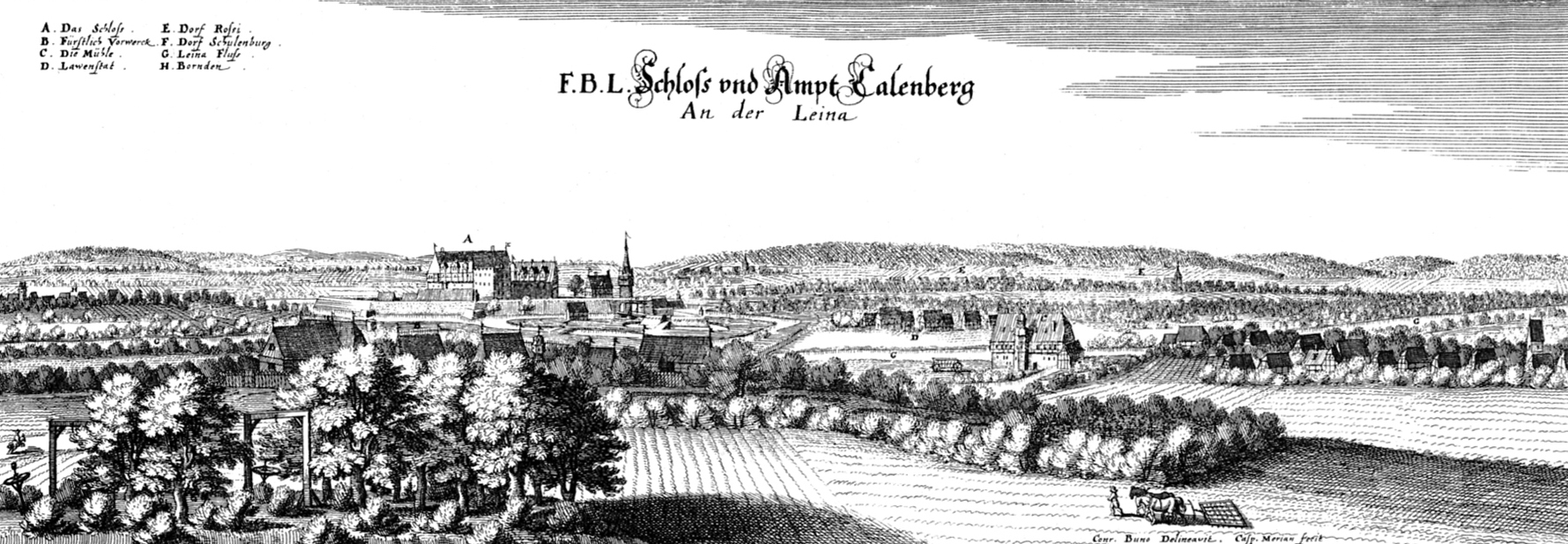
Barnten auf einem Merian-Kupferstich von 1654, im Zentrum das Schloss Calenberg. In der Legende oben links als „Bornden“ unter dem Buchstaben H.

## Wirtschaft und Infrastruktur

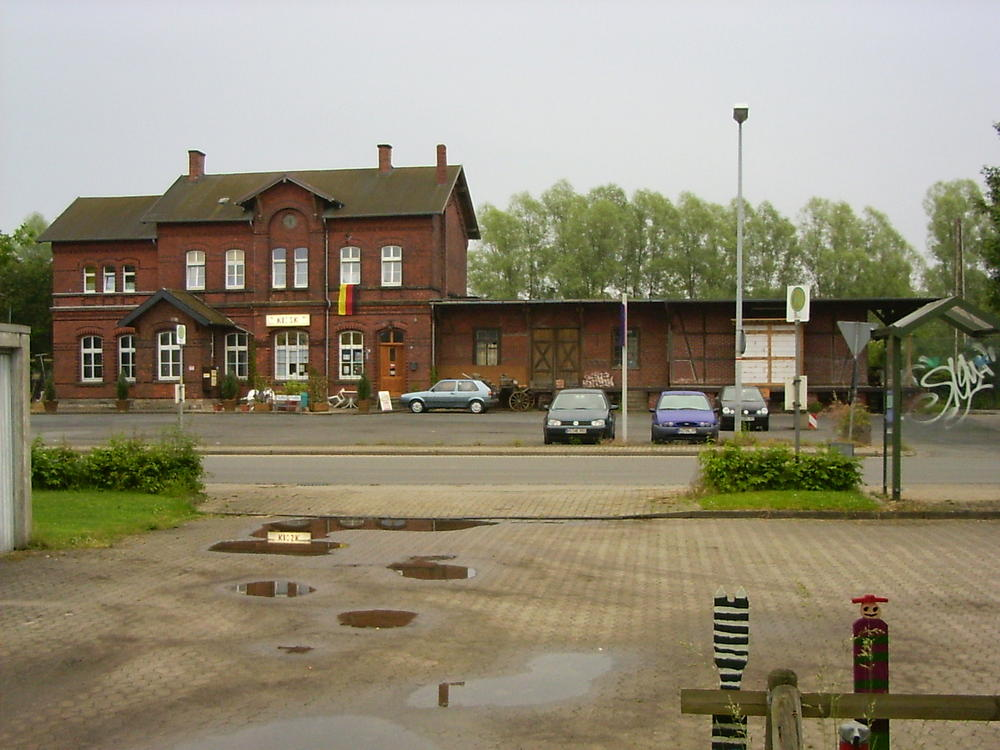
Bahnhof Barnten

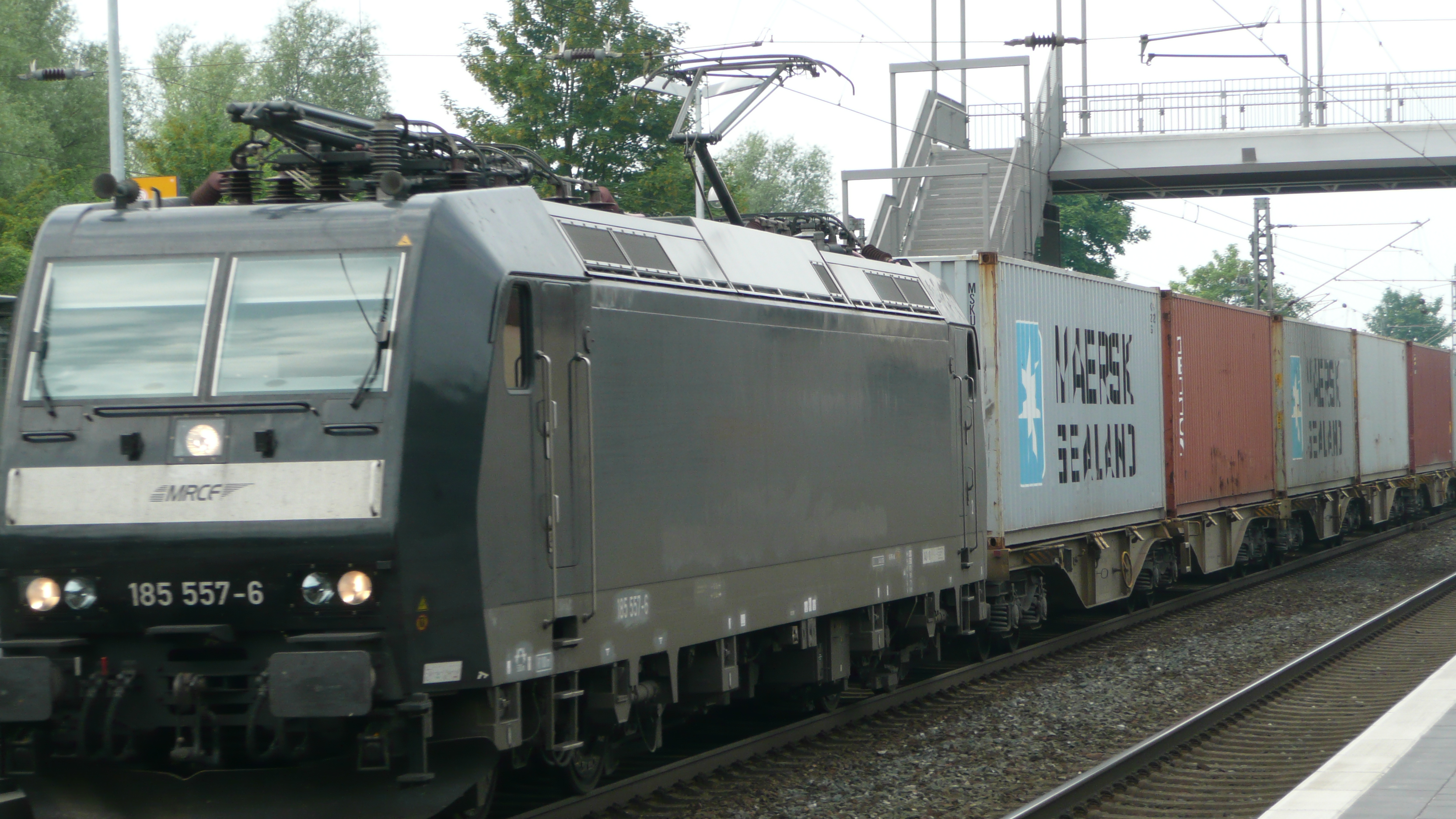
Güterzug in Barnten

Im Bahnhof Barnten zweigt von der Hannöverschen Südbahn eine Verbindungskurve zur Bahnstrecke Lehrte–Nordstemmen ab. Die seit 2008 zwischen Hannover Hbf und Hildesheim Hbf stündlich verkehrende S-Bahn-Linie 4 hält im Bahnhof Barnten.
| Linie | Verlauf | Takt   |
| ----- | --- | ------ |
| S 4   | Hildesheim – Emmerke – Barnten – Sarstedt – Rethen (Leine) – Hannover Messe/Laatzen – Hannover Bismarckstraße – Hannover Hbf – Hannover-Nordstadt – Hannover-Ledeburg – Hannover-Vinnhorst – Langenhagen Mitte – Langenhagen Pferdemarkt – Langenhagen-Kaltenweide – Bissendorf – Mellendorf – Bennemühlen Stand: Fahrplanwechsel Juni 2022 | 60 min |